# Fernando Martín Lobo
Fernando Martín Lobo (Santiago del Estero, 1947 - Buenos Aires, 25 de marzo de 2007) fue un político y abogado argentino, que ocupó el cargo de Gobernador de Santiago del Estero tras la renuncia de Carlos Aldo Mujica, de quien fue vicegobernador, entre el 28 de octubre y el 17 de diciembre de 1993. Fue destituido por el presidente Carlos Menem mediante una Intervención Federal, designando a Juan Schiaretti como tal, luego de manifestaciones en que fueron quemados edificios públicos y casas de funcionarios en el episodio conocido como Santiagueñazo.

## Carrera
Egresó como Abogado de la Universidad Nacional de Tucumán, donde se destacó como dirigente estudiantil. Fue concejal de Santiago del Estero, y Diputado provincial donde fue Presidente de la Legislatura. Fue elegido Vicegobernador de Carlos Mujica en 1991.
Tras la eminente destitución de Mujica, a raíz de una grave crisis económica y social caracterizada por la falta de pago de salarios a empleados públicos como el poco apoyo del gobierno nacional por la negativa de apoyar leyes de austeridad, éste renuncia dejando a Lobo a cargo el 28 de octubre de 1993. Lobo asumió con hacer frente de las deudas de la provincia hacia los empleados públicos y las jubilaciones con fondos del gobierno nacional. Para hacer frente a la crisis, impulsó las leyes solicitadas por el Gobierno nacional, que aplicaban reformas económicas que incluían la reducción de empleados públicos y el recorte de salarios, la transferencia a la Nación de la Caja de Jubilaciones. A pesar de las medidas, los fondos del Gobierno nacional no llegaron. Los gremios y diversos sectores sociales convocaron a movilizaciones, que serían reprimidas por la policía.
El 16 de diciembre de 1993 estallaron las manifestaciones y comenzaron los episodios conocidos como Santiagueñazo, que luego terminaron en la Intervención Federal a cargo de Juan Schiaretti. En aquella ocasión manifestantes incendiaron la Casa de Gobierno, y Lobo debió retirarse en un autobomba de los bomberos. Su gabinete recién fue nombrados tras cuarenta y cuatro días de asumir, y durarían apenas un día en el cargo, ya que al poco tiempo se dispuso la Intervención Federal.
Se radicó en Buenos Aires en 1995, donde falleció en 2007. Sus restos fueron enterrados en un cemeneterio privado de Santiago del Estero.